# Tranebjærg Dys
Der Tranebjærg Dys ist eine megalithische Grabanlage der jungsteinzeitlichen Nordgruppe der Trichterbecherkultur im Kirchspiel Kyndby in der dänischen Kommune Frederikssund.

## Lage
Das Grab liegt nordnordöstlich von Kyndby auf einem Feld. Etwa 160 m nordnordöstlich befindet sich das Großsteingrab Kyndby Marker 1. In der näheren Umgebung gibt bzw. gab es zahlreiche weitere megalithische Grabanlagen.

## Forschungsgeschichte
In den Jahren 1873 und 1942 führten Mitarbeiter des Dänischen Nationalmuseums Dokumentationen der Fundstelle durch. Eine weitere Dokumentation erfolgte 1989 durch Mitarbeiter der Forst- und Naturbehörde.

## Beschreibung
Die Anlage besitzt eine nordost-südwestlich orientierte rechteckige Hügelschüttung, über deren Maße leicht unterschiedliche Angaben vorliegen. Der Hügel ist heute etwa 25 m, war ursprünglich aber wahrscheinlich etwas länger. Seine Breite wurde im Bericht von 1873 mit 7 m angegeben, im Bericht von 1942 hingegen mit 13 m. Die Höhe beträgt 2 m. Von der Umfassung sind noch sieben Steine an der nordwestlichen und drei an der südöstlichen Langseite erhalten.
22,5 m vom nordöstlichen Ende des Hügels entfernt befindet sich eine Grabkammer. Sie ist wohl als Polygonaldolmen anzusprechen. Sie ist nordwest-südöstlich orientiert und besitzt einen rautenförmigen Grundriss. Sie hat eine Länge von etwa 2,2 m und eine Breite von etwa 1,4 m. Die Kammer bestand ursprünglich aus einem Wandstein an der nordwestlichen Schmalseite und je zwei Wandsteinen an den Langseiten. Ein Wandstein fehlt, ebenso der Deckstein.
13 m vom nordöstlichen Ende des Hügels entfernt befindet sich ein einzelner Stein, möglicherweise der Überrest einer zweiten, zerstörten Kammer.